# Симфонический балет
Симфонический балет это балет, поставленный на симфоническую музыку, который в большинстве случаев не имеет сюжетной линии и смыслового наполнения. Истоки с. балета можно найти в творчестве Сальваторе Вигано (балет Творения Прометея), однако первым полноценным симфоническим балетом считается Предзнаменование Леонида Мясина на музыку Пятой симфонии Чайковского, поставленный в 1933 году. Балеты Хореартиум, Фантастическая симфония также относятся к этому жанру.